# ديف أوين (لاعب كرة قاعدة)
ديف أوين (بالإنجليزية: Dave Owen) هو لاعب كرة قاعدة أمريكي، ولد في 25 أبريل 1958 في كيلبورن في الولايات المتحدة.

## وصلات خارجية
- ديف أوين على موقعبيزبول رفرنس.كوم (الدوري الرئيسي) (الإنجليزية)
- ديف أوين على موقع مشجعي الرسوم البيانية (الإنجليزية)